# Malagnino
Malagnino (lombardul: Malagnén vagy Malagnin, cremonai nyelvjárásban: Malagnéen) település Olaszországban, Lombardia régióban, Cremona megyében. Lakosainak száma 1740 fő (2023. január 1.). Malagnino Bonemerse, Gadesco-Pieve Delmona, Sospiro, Vescovato, Pieve d’Olmi és Cremona községekkel határos.

## Népesség
A település lakossága az elmúlt években az alábbi módon változott:
| Lakosok száma | 1653 | 1728 | 1722 | 1740 |
|               | 2013 | 2017 | 2018 | 2023 |